# Сагара
32°14′7″ пн. ш. 130°47′53″ сх. д. / 32.23528° пн. ш. 130.79806° сх. д.
Сагара (яп. 相良村) — село в Японії, в префектурі Кумамото.